# Miesque
Miesque (1984-2011) est une jument de course pur-sang anglais, née aux États-Unis de l'union de Nureyev et de Pasadoble. Propriété de l'armateur grec Stávros Niárchos, elle était entraînée par François Boutin et montée par Freddy Head. Miesque fut en son temps la reine du mile, avant de devenir une des plus grandes poulinières de l'histoire des courses.

## Carrière de courses
Miesque commence sa carrière durant le meeting de Deauville, en remportant nettement un maiden prestigieux, le Prix de Lisieux, avant de prendre la troisième place du Prix Morny derrière Sakura Reiko, qui allait devenir une de ses rivales les plus fidèles et faire office de témoin de ses progrès. À l'automne, elle devient l'incontestable numéro 1 de sa génération en prenant sa revanche sur Sakura Reiko dans le Prix de la Salamandre, une épreuve où les pouliches prennent largement le pas sur les mâles, éjectés du podium. Elle confirme ensuite face aux seules femelles dans le prix Marcel Boussac, en battant l'Anglaise Milligram. 
En 1987, après une rentrée victorieuse dans le Prix Imprudence, elle s'élance en favorite dans les 1000 Guinées et, au prix d'un finish étourdissant, rafle la victoire une nouvelle fois aux dépens de Milligram. Guère ménagée, elle enchaîne deux semaines plus tard avec la Poule d'Essai des Pouliches qu'elle remporte devant Sakura Reiko, réussissant ainsi un rare doublé, à l'instar de la Boussac Imprudence trois décennies plus tôt. François Boutin décide alors de lui faire tenter sa chance sur les 2100 m du Prix de Diane : elle y est nettement battue par la championne de Cheikh Mohammed Indian Skimmer, mais réalise une belle performance sur une distance excédant ses prédispositions naturelles. De retour sur le mile, sa distance de prédilection, elle en devient l'indiscutable souveraine en s'adjugeant le Prix Jacques Le Marois à Deauville puis le Prix du Moulin de Longchamp, toujours accompagnée par son leader Whakilyric, comme elle appelée à devenir une poulinière exceptionnelle pour l'élevage Niarchos (on lui doit le champion Hernando, vainqueur du Jockey Club, et Johann Quatz, deuxième du Breeders' Cup Mile), où elle devance le champion Soviet Star. Néanmoins, elle doit s'avouer vaincue par sa vieille copine Milligram dans les Queen Elizabeth II Stakes à Ascot (où, pour la seule fois de sa carrière, son jockey de toujours Freddy Head est remplacé par l'Américain Steve Cauthen), tout en devançant la championne Sonic Lady, quant à elle sur le déclin. Après une longue saison, on aurait pu en rester là mais Miesque va tenter l'aventure dans le Breeders' Cup Mile, dont c'est la quatrième édition. Milligram et Sonic Lady sont aussi de la partie, mais cette fois il n'y a pas de match : Miesque survole la course avec un chrono de feu (1'32"80), Sonic Lady est troisième et Milligram finit dans le lointain.  
Restée à l'entraînement à 4 ans, Miesque fait son retour sur la distance inusitée des 1 850 mètres du Prix d'Ispahan, dans lequel elle doit batailler ferme pour s'imposer à la lutte face à Saint Andrews, le récent vainqueur du Prix Ganay. Décidément plus à l'aise sur le mile, elle réalise un retentissant doublé dans le Prix Jacques Le Marois devant le 3 ans Warning, qui venait de gagner les Sussex Stakes. En revanche, elle ne peut en faire autant dans le Moulin de Longchamp, s'inclinant du minimum face à son dauphin dans l'édition précédente, le champion Soviet Star. Il ne lui reste plus qu'un dernier exploit à accomplir pour ses adieux à la piste : devenir le premier cheval à conserver son titre dans une épreuve de la Breeders' Cup. Et elle y parvient, comme à la parade, comme l'année dernière, quatre longueurs devant les autres. Une telle performance lui vaut un deuxième titre de meilleure jument sur le gazon aux États-Unis et surtout une place dans le Hall of Fame des courses américaines, où elle est admise en 1999. Dans le classement des 100 meilleurs chevaux de l'histoire des courses américaines au XXe siècle établi par le magazine The Blood-Horse, Miesque occupe le 82e rang. 

### Résumé de carrière
| Date         | Hippodrome       | Pays        | Course                      | Statut      | Distance    | Jockey        | Place       | Écart       | Vainqueur ou deuxième |
| 1986, 2 ans  | 1986, 2 ans      | 1986, 2 ans | 1986, 2 ans                 | 1986, 2 ans | 1986, 2 ans | 1986, 2 ans   | 1986, 2 ans | 1986, 2 ans | 1986, 2 ans           |
| ------------ | ---------------- | ----------- | --------------------------- | ----------- | ----------- | ------------- | ----------- | ----------- | --------------------- |
| 9 août       | Deauville        | France      | Prix de Lisieux             | Maiden      | 1 200 m     | Freddy Head   | 1er / 6     | 2           | Proflare              |
| 24 août      | Deauville        | France      | Prix Morny                  | Gr. 1       | 1 200 m     | Freddy Head   | 3e / 8      |             | Sakura Reiko          |
| 21 septembre | Longchamp        | France      | Prix de la Salamandre       | Gr. 1       | 1 400 m     | Freddy Head   | 1er / 10    | 1 ½         | Sakura Reiko          |
| 5 octobre    | Longchamp        | France      | Prix Marcel Boussac         | Gr. 1       | 1 600 m     | Freddy Head   | 1er / 11    | 1/2         | Milligram             |
| 1987, 3 ans  |                  |             |                             |             |             |               |             |             |                       |
| 3 avril      | Maisons-Laffitte | France      | Prix Imprudence             | Listed      | 1 400 m     | Freddy Head   | 1er / 5     | 2 ½         | Grecian Urn           |
| 30 avril     | Newmarket        | Royaume-Uni | 1000 Guineas                | Gr. 1       | 1 600 m     | Freddy Head   | 1er / 14    | 1 ½         | Milligram             |
| 17 mai       | Longchamp        | France      | Poule d'Essai des Pouliches | Gr. 1       | 1 600 m     | Freddy Head   | 1er / 8     | 2 ½         | Sakura Reiko          |
| 14 juin      | Chantilly        | France      | Prix de Diane               | Gr. 1       | 2 100 m     | Freddy Head   | 2e / 11     | 4           | Indian Skimmer        |
| 16 août      | Deauville        | France      | Prix Jacques Le Marois      | Gr. 1       | 1 600 m     | Freddy Head   | 1er / 9     | 3           | Nashmeel              |
| 6 septembre  | Longchamp        | France      | Prix du Moulin de Longchamp | Gr. 1       | 1 600 m     | Freddy Head   | 1er / 7     | 2 ½         | Soviet Star           |
| 26 septembre | Ascot            | Royaume-Uni | Queen Elizabeth II Stakes   | Gr. 1       | 1 600 m     | Steve Cauthen | 2e / 5      | 2 ½         | Milligram             |
| 21 novembre  | Hollywood Park   | États-Unis  | Breeders' Cup Mile          | Gr. 1       | 1 600 m     | Freddy Head   | 1er / 9     | 4           | Show Dancer           |
| 1988, 4 ans  |                  |             |                             |             |             |               |             |             |                       |
| 29 mai       | Longchamp        | France      | Prix d'Ispahan              | Gr. 1       | 1 850 m     | Freddy Head   | 1er / 6     | cte enc.    | Saint Andrews         |
| 14 août      | Deauville        | France      | Prix Jacques Le Marois      | Gr. 1       | 1 600 m     | Freddy Head   | 1er / 6     | 1           | Warning               |
| 4 septembre  | Longchamp        | France      | Prix du Moulin de Longchamp | Gr. 1       | 1 600 m     | Freddy Head   | 2e / 7      | tête        | Soviet Star           |
| 5 novembre   | Churchill Downs  | États-Unis  | Breeders' Cup Mile          | Gr. 1       | 1 600 m     | Freddy Head   | 1er / 12    | 4           | Steinlen              |

## Au haras
Comme sur les pistes, Miesque allait exceller comme reproductrice. On lui doit une lignée exceptionnelle, dont les représentants sont éparpillés sur tous les continents au gré des exportations :
- Kingmambo (Mr. Prospector) : meilleur poulain de sa génération sur le mile (Poule d'Essai des Poulains, Prix du Moulin de Longchamp, St. James's Palace Stakes), il fut l'un des étalons les plus chers (300 000 $ la saillie en 2005) et les plus côtés au monde.
- East of The Moon (Private Account) : championne de sa génération, lauréate de la Poule d'Essai des Pouliches, du Prix de Diane et du Prix Jacques Le Marois. Mère de :
  - Moon Driver (Mr. Prospector) : Prix d'Arenberg (Gr.3)
  - Mojave Moon (Mr. Prospector) : 3e Californian Stakes (Gr.2), étalon.
  - Canda (Storm Cat), mère de :
    - Evasive (Elusive Quality) : Horris Hill Stakes (Gr.3).
    - Autocratic (Dubawi) : Brigadier Gerard Stakes (Gr.3), MVRC JRA Cup (Gr.3).
    - Cantal (Pivotal), mère de :
      - Molatham (Night of Thunder) : Jersey Stakes (Gr.3).
      - Perfection (Dutch Art) : 2e Chartwell Fillies' Stakes  (Gr.3), Brownstown Stakes (Gr.3), Oak Tree Stakes (Gr.3).

  - Moon's Whisper (Storm Cat), mère de :
    - Ibn Malik (Raven's Pass) : 2e des Vintage Stakes (Gr.2)

  - Alpha Lupi (Rahy), mère de :
    - Alpha Centauri (Mastercraftsman) : Irish 1000 Guineas, Coronation Stakes, Falmouth Stakes, Prix Jacques Le Marois, 2e des Matron Stakes.
    - Alpine Star (Sea The Moon) : Coronation Stakes, Debutante Stakes (Gr.2). 2e Prix de Diane, Prix Jacques Le Marois, Prix de l'Opéra.
    - Discoveries (Mastercraftsman) : Moyglare Stud Stakes. 3e Coronation Stakes, Debutante Stakes (Gr.2).
    - Tenth Star (Dansili) : 2e des Royal Lodge Stakes (Gr.2). 3e des Tyros Stakes (Gr.3).
- Miesque's Son (Mr. Prospector) : 2e du prix Maurice de Gheest et du prix de la Forêt, étalon.
- Mingun (A.P.Indy) : vainqueur des Celebration Stakes (Gr.3) et des Meld Stakes (Gr.3), étalon.
- Moon Is Up (Woodman). Mère de :
  - Amanee (Pivotal) : Thekwini Fillies Stakes (Gr.1, Afrique du Sud), Fillies Guineas (Gr.2), 2e Cape Verdi Stakes (Gr.2).
  - Sun Is Up (Sunday Silence), mère de :
    - Karakontie (Bernstein) : Breeders' Cup Mile, Poule d'Essai des Poulains, Prix Jean-Luc Lagardère, Prix de la Rochette (Gr.3).
- Monevassia (Mr. Prospector). Mère de :
  - Rumplestiltskin (Danehill), lauréate du prix Marcel Boussac et des Moyglare Stud Stakes. Mère de :
    - Tapestry (Galileo) : Yorkshire Oaks, Debutante Stakes (Gr.2), 2e des Irish Oaks, 3e des Moyglare Stud Stakes. Mère de :
      - New World Tapestry (War Front) : 3ème Amethyst Stakes (Gr.3).
      - Dreamy (American Pharoah) : Newtownanner Stud Stakes (Gr.3).

    - John F Kennedy (Galileo) : Juvenile Turf Stakes (Gr.3), 3e Kilternan Stakes, Ballysax Stakes (Gr.3).

  - Tower Rock (Dylan Thomas) : 2e des Derby Trial Stakes (Gr.2)
  - I Am Beautiful (Rip Van Winkle) : Grangecon Stud Balanchine Stakes (Gr.3)
  - Loves Only Me (Storm Cat), mère de :
    - Loves Only You (Deep Impact) : Yūshun Himba, Queen Elizabeth II Cup, Breeders' Cup Filly & Mare Turf, Hong Kong Cup.
    - Real Steel (Deep Impact) : Dubaï Turf. 2e Tenno Sho, Kikuka Sho, Satsuki Sho.
    - Prodigal Son (Deep Impact) : The Tokyo Sports Hai Nisai Stakes (Gr.3). 3e St. Lite Kinen (Gr.2)
- Second Happiness (Storm Cat), mère de :
  - Study of Man (Deep Impact) : Prix du Jockey-Club, Prix Greffulhe (Gr.2), 2e Prix Ganay, Prix La Force (Gr.3).

Miesque s'éteint le 20 janvier 2011, à 27 ans, au haras de Lane's End, dans le Kentucky. Deux courses labellisées groupe 3 lui rendent hommage : le Prix Miesque à Maisons-Laffitte et les Miesque Stakes à Hollywood Park en Californie

## Origines
Né dans la pourpre, 3/4 frère du chef de race Sadler's Wells Nureyev, le père de Miesque, connut une carrière brève sur les pistes, mais devint l'un des plus grands étalons de ces vingt dernières années, donnant de nombreux champions dont ses rivaux Sonic Lady et Soviet Star, mais aussi Peintre Célèbre, Zilzal, Spinning World ou encore Theatrical.
Côté maternel, Miesque n'est pas en reste puisque Pasadoble (acquise yearling pour une somme modeste, $ 45 000) est également l'aïeule d'une autre championne, sa petite-fille Six Perfections (Celtic Swing) lauréate de la Breeders' Cup Mile, du Prix Marcel Boussac, du Prix Jacques Le Marois et placée dans les 1000 Guinées, les 1000 Guinées irlandaises, le Prix d'Astarté, d'Ispahan et dans une autre édition de la Breeders' Cup Mile. Si bien que Pasadoble peut revendiquer trois lauréats de Breeders' Cup Mile parmi ses descendants (Miesque, Six Perfections et Karakontie).

### Pedigree
| Origines de Miesque (USA), jument baie née en 1984 | Origines de Miesque (USA), jument baie née en 1984 | Origines de Miesque (USA), jument baie née en 1984 | Origines de Miesque (USA), jument baie née en 1984 |
| -------------------------------------------------- | -------------------------------------------------- | -------------------------------------------------- | -------------------------------------------------- |
| Père Nureyev                                       | Northern Dancer                                    | Nearctic                                           | Nearco                                             |
| Père Nureyev                                       | Northern Dancer                                    | Nearctic                                           | Lady Angela                                        |
| Père Nureyev                                       | Northern Dancer                                    | Natalma                                            | Native Dancer                                      |
| Père Nureyev                                       | Northern Dancer                                    | Natalma                                            | Almahmoud                                          |
| Père Nureyev                                       | Special                                            | Forli                                              | Aristophanes                                       |
| Père Nureyev                                       | Special                                            | Forli                                              | Trevisa                                            |
| Père Nureyev                                       | Special                                            | Thong                                              | Nantallah                                          |
| Père Nureyev                                       | Special                                            | Thong                                              | Rough Shod II                                      |
| Mère Pasadoble                                     | Prove Out                                          | Graustark                                          | Ribot                                              |
| Mère Pasadoble                                     | Prove Out                                          | Graustark                                          | Flower Bowl                                        |
| Mère Pasadoble                                     | Prove Out                                          | Equal Venture                                      | Bold Venture                                       |
| Mère Pasadoble                                     | Prove Out                                          | Equal Venture                                      | Igual                                              |
| Mère Pasadoble                                     | Santa Quilla                                       | Sanctus                                            | Fine Top                                           |
| Mère Pasadoble                                     | Santa Quilla                                       | Sanctus                                            | Sanelta                                            |
| Mère Pasadoble                                     | Santa Quilla                                       | Neriad                                             | Princequillo                                       |
| Mère Pasadoble                                     | Santa Quilla                                       | Neriad                                             | Sea-Change (famille 20)                            |